# Tajea

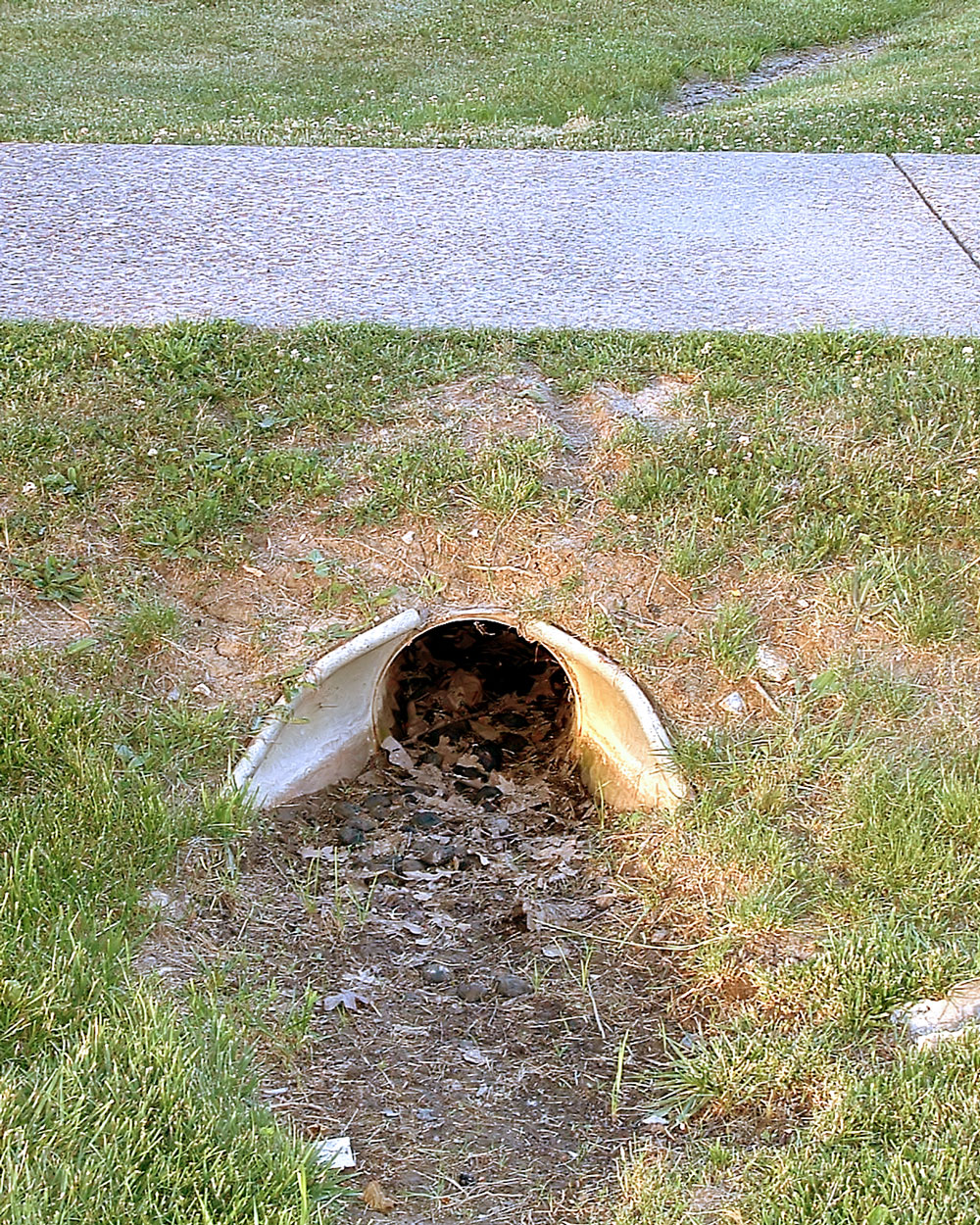
Tajea bajo una senda peatonal

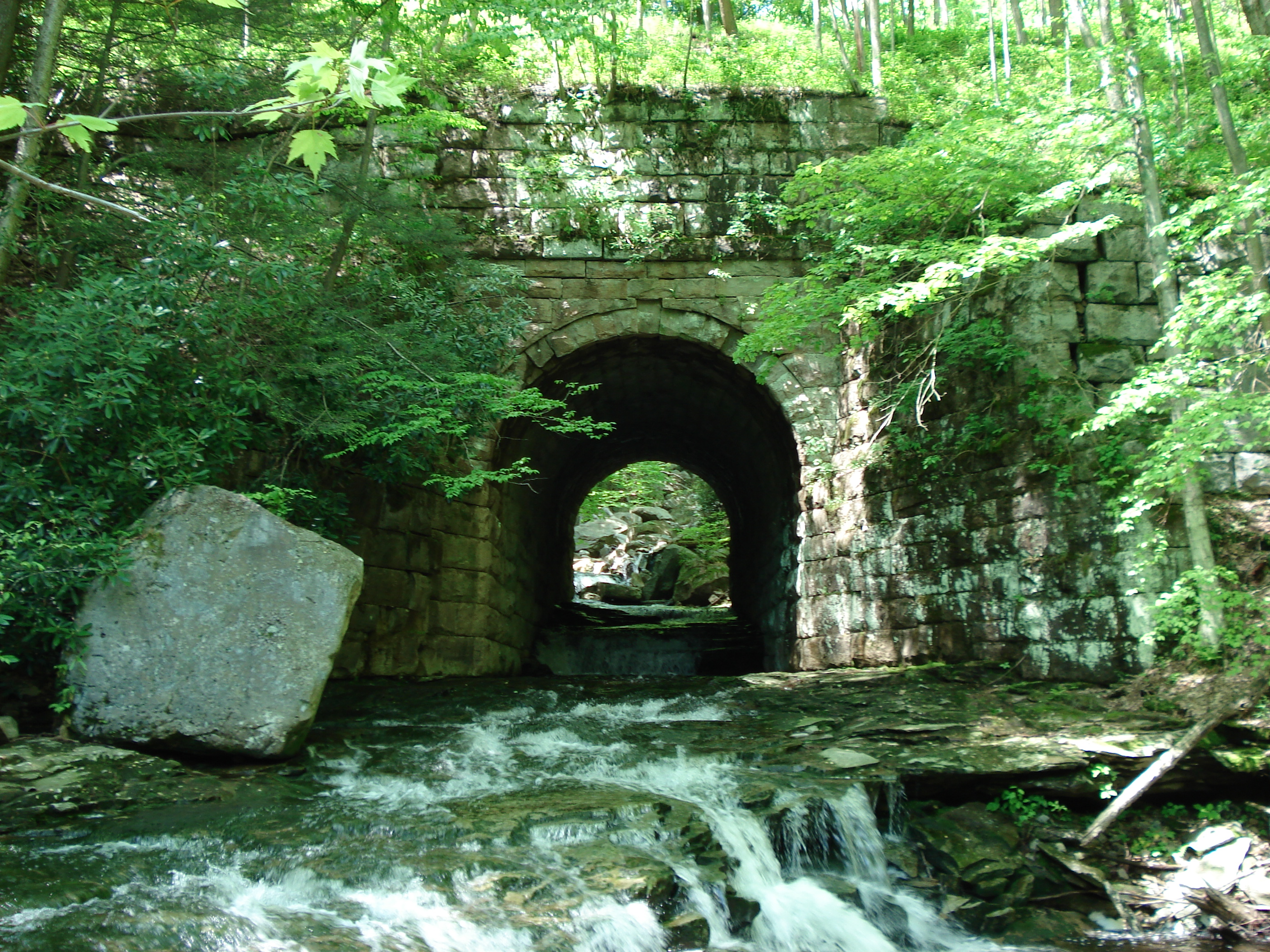
Obra de drenaje para una vía de ferrocarril

Una tajea, atarjea u obra de paso es una construcción que permite el drenaje transversal de las aguas superficiales bajo otra infraestructura, como un camino, carretera o vía férrea.

## Construcción
Históricamente eran construidas con ladrillo (formando bóveda) o mediante lajas de piedra en dintel. Actualmente lo más habitual es emplear para su construcción, hasta 5 m² de sección, tuberías de distintos materiales; siendo los más habituales para drenaje:
- El hormigón, en masa o armado.
- El fibrocemento (en desuso reciente en muchos países por los problemas de asbestosis que podría generar).
- La chapa de acero, ondulada para dotarla de inercia y galvanizada para evitar su corrosión.
- El poliéster reforzado con fibra de vidrio.
- Otros materiales plásticos, como el policloruro de vinilo, el polipropileno o el polietileno, en tuberías de paredes macizas o estructuradas.

Las alcantarillas mayores, a partir de los 2 m² de sección, se pueden construir in situ, mediante hormigón armado, o bien con soluciones prefabricadas:
- Marcos de hormigón armado.
- Arcos prefabricados de hormigón armado o pretensado.
- Arcos de chapa ondulada y galvanizada.

## Diseño
La construcción de una tajea u obra de drenaje transversal es un paso fundamental en la construcción de un terraplén donde se asiente una carretera, porque si no existe el agua se represará y terminará destruyendo la carretera. 
En el diseño de una tajea se deben tener en cuenta:
- El caudal máximo que puede soportar la tubería, que se estima a partir de la máxima precipitación previsible en un período amplio de tiempo, por ejemplo 100 años.Para calcular la capacidad máxima de una tajea se usan métodos hidrológicos para estimar el caudal punta. En España se usa el método racional que está aprobado por norma y permite obtener el caudal a partir de datos geográficos, meteorológicos y geológicos.
- La 'pendiente es un factor importante a tener en cuenta, si tiene una pendiente menor del dos por ciento el agua pasará a baja velocidad y provocará sedimentación.
- Si la velocidad supera los 6 m/s el agua puede llegar a erosionar el material si es hormigón. Generalmente se construyen circulares y siempre solos, porque colocar tubos paralelos puede crear un punto en el cauce que recoja todo el material vegetal, leños u hojas.
- Si el diámetro del tubo circular llega a ser superior a 2 metros se intentará buscar otras soluciones, porque el tubo no aguantará el esfuerzo, así que se suele construir un marco rectangular que, aunque actúe peor hidraúlicamente, es más resistente.
- Es muy importante que el tubo no se rompa porque el agua entrará en la explanada, romperá el material y lo desmoronará. Por eso hay que evitar colocar el tubo en suelos con asientos diferenciales, e intentar que el tubo se extienda sobre un terreno muy bueno o sobre un terreno natural resistente.
- Si se puede construir para que sea accesible, mejor y si tiene que hacer algún cambio de dirección es necesario colocar un pozo para verificar que no se obstruya.